# Immeuble au 42, rue du Général-de-Gaulle à Kaysersberg
L'immeuble au 42, rue du Général-de-Gaulle est un monument historique situé à Kaysersberg, dans le département français du Haut-Rhin.

## Localisation
Ce bâtiment est situé au 42, rue du Général-de-Gaulle à Kaysersberg.

## Historique
L'édifice fait l'objet d'une inscription au titre des monuments historiques depuis 1946.